# Аляпі рораїманський
Аля́пі рораїманський (Myrmelastes saturatus) — вид горобцеподібних птахів родини сорокушових (Thamnophilidae). Мешкає на Гвіанському нагір'ї. Раніше вважався підвидом плямистокрилого аляпі, однак за результатами низки молекулярно-філогенетичних досліджень був визнаний окремим видом.

## Підвиди
Виділяють два підвиди:
- M. s. obscurus (Zimmer, JT & Phelps, 1946) — тепуї на південному сході Венесуели (східний Болівар) і в сусідніх районах північної Бразилії (крайня північ Рорайми);
- M. s. saturatus (Salvin, 1885) — схили гори Рорайма на кордоні Венесуели і Гаяни.

## Поширення і екологія
Рораїманські аляпі мешкають на південному сході Венесуели та в сусідніх районах Гаяни і Бразилії. Вони живуть в підліску вологих гірських і рівнинних тропічних лісів. Зустрічаються на висоті до 1700 м над рівнем моря.